# Grand Hôtel de Locarno
Le Grand Hôtel de Locarno (Grande Albergo Locarno en italien) est un établissement de luxe situé dans la commune tessinoise de Muralto, en Suisse. Construit entre 1874 et 1876, cet hôtel prestigieux a été un lieu emblématique du festival du film de Locarno entre 1946 et 1970. Abandonné depuis 2005, il est prévu qu'il rouvre ses portes en 2027.

## Localisation
L'hôtel est situé au numéro 17 de la Via Sempione, entre la gare et la Piazza Grande (it). Perché sur les hauteurs d'une colline, il occupe une position dominante au cœur d'un vaste parc de 9 791 mètres carrés, offrant une vue imprenable sur le lac Majeur,,.
Bien que son nom évoque la ville de Locarno, l'établissement se trouve officiellement sur le territoire de la commune de Muralto.

## Histoire

Vue aérienne de l'hôtel en 1929 par Walter Mittelholzer.

Conçu dès 1866 par l’architecte Francesco Galli et promu par Giacomo Balli, avec des modifications apportées par Luigi Fontana en 1869, le Grand Hôtel de Muralto, comme il était initialement appelé, est construit entre 1874 et 1876. Il ouvre ses portes en plein essor touristique de la région, favorisé par l’inauguration de la gare de Locarno en 1874 et du tunnel ferroviaire du Saint-Gothard huit ans plus tard. Locarno devient alors une destination très prisée, attirant en hiver de nombreux Suisses allemands.
Composé de 87 chambres et doté d’une piscine extérieure, cet élégant palais, de forme rectangulaire, se distingue par des élévations ponctuées de détails architecturaux raffinés. Sa façade principale, orientée vers le parc, est agrémentée de pavillons latéraux en saillie et d’un avant-corps central orné d’une élégante véranda semi-elliptique. À l’intérieur, une salle d’honneur impressionne par ses plafonds voûtés, ornés de fresques allégoriques.

### Accords de Locarno
Du 5 au 16 octobre 1925, la conférence internationale sur la paix se tient au Palazzo del Pretorio de Locarno (it). Cette rencontre, réunissant les représentants des puissances victorieuses et vaincues de la Première Guerre mondiale, ouvre la voie à l’intégration de l'Allemagne dans la Société des Nations, à l’interdiction de recourir à la guerre pour régler les conflits, ainsi qu’à l’arbitrage obligatoire, concrétisé par la signature des accords de Locarno le 25 octobre.
Pendant cette conférence, les délégations italienne, britannique, belge et française séjournent au Grand Hôtel,.

### Festival du film
En mai 1946, Raimondo Rezzonico décide d’organiser un festival du film à Locarno, faute de pouvoir tenir l’événement à Lugano, après le refus de la population de cette ville de construire un amphithéâtre dédié,. La première édition du festival s’ouvre le 23 août 1946, avec la projection, dans le parc en pente de l’hôtel, du film O sole mio de Giacomo Gentilomo.

Vue aérienne de l'hôtel en 1946 par Werner Friedli.

La première compétition officielle a lieu en 1949, puis se déroule régulièrement à partir de 1958. Dès lors, le festival se tient en plein air dans le parc de l’hôtel, où 1 200 spectateurs prennent place, avant de déménager en 1971 sur la Piazza Grande (it). Malgré ce changement de lieu, l’hôtel reste le point de rencontre privilégié des réalisateurs, des cinéphiles et des acteurs. Des stars mondialement connues, telles que Marcello Mastroianni, Roberto Rossellini, Alida Vallu, Marlène Dietrich, Alberto Sordi, Jean-Luc Godard ou encore Gina Lollobrigida, y font régulièrement leur apparition,.

### Fermeture
L'hôtel ferme définitivement ses portes le 31 décembre 2005. Le député national tessinois Gianfranco Cotti (de) et Giorgio Laudi, alors propriétaires du Grand Hôtel, projettent de le transformer en résidence de luxe, comprenant un petit hôtel cinq étoiles, des salles de congrès et des appartements. Ce projet, dont le coût est estimé entre 25 et 30 millions de francs, est finalement abandonné.
Pour éviter toute intrusion, le bâtiment est surveillé, ses entrées sont condamnées et le terrain est clôturé. La plupart des meubles sont vendus aux enchères.
Au cours de vingt ans, pas moins de six tentatives de restauration se succèdent sans succès, dont celle de René Schweri, fils de l'ancien propriétaire de Denner, Karl Schweri, en 2009.

### Restaurations
En 2021, le groupe Artisa, dirigé par l'entrepreneur et multimillionnaire tessinois Stefano Artioli, rachète le Grand Hôtel pour un montant de 22 millions de francs suisses. En 2023, le groupe annonce une septième tentative de restauration de l'hôtel, avec une réouverture prévue pour 2025. Le projet, dirigé par l'architecte Ivano Gianola, prévoit 122 chambres et suites, un espace spa et bien-être, une terrasse de 700 mètres carrés, trois restaurants, une piscine extérieure, une grande salle pouvant accueillir 600 personnes, ainsi qu'un parc de 4 000 mètres carrés. Le coût total du projet est estimé à 80 millions de francs suisses et devrait permettre la création d'une centaine d'emplois,.
Le 18 octobre 2024, dans le Corriere del Ticino, Stefano Artioli annonce que l'hôtel ouvrira finalement entre la fin de l'année 2026 et le printemps 2027. L'établissement proposera environ 110 chambres, deux restaurants, plusieurs bars et un spa de 1 500 mètres carrés.

## Architecture, mobilier et décors
Le bâtiment s'étend sur 20 000 mètres carrés de surface pour un volume de 70 000 mètres cubes.

### Mobilier

#### Lustre
Suspendu dans le hall d'entrée et traversant plusieurs étages, le Grand Hôtel abrite le plus grand lustre de Murano au monde,. Conçu par les maîtres verriers de Venise entre 1874 et 1876, ce lustre mesure 16 mètres de hauteur et pèse 800 kg.

## Protection
Le Grand Hôtel est classé « bien culturel d'importance nationale » par l'Office fédéral de la protection de la population.